# Кирпанёв, Денис Олегович
Денис Олегович Кирпанёв (род. 16 декабря 1974, Смоленск) — российский дирижёр, музыкальный педагог. Заслуженный артист Российской Федерации (2006).

## Биография
Окончил Смоленское областное музыкальное училище имени М. И. Глинки (1993), затем Российскую академию музыки имени Гнесиных (1998).
Денис Кирпанёв является преемником одновременно двух ярких российских дирижёрских школ, московской и питерской: он учился у выдающихся современных дирижёров и педагогов - народного артиста России, профессора Владимира Александровича Понькина, и народного артиста СССР, профессора Юрия Ивановича Симонова. По направлению Министерства культуры РФ Денис Кирпанёв стажировался в театре «Геликон-опера» по специальности «оперно-симфоническое дирижирование» у профессора, народного артиста РФ Владимира Понькина (окончил стажировку в 2004 году)
Был хормейстером (1996—2001), главным хормейстером (2001—2012) и дирижером театра. С «Геликон-оперой» гастролировал в России и более чем в двадцати странах мира. В 2006 году Д. Кирпанёв с театром «Геликон-опера» находился в гастрольном турне по США, где дирижировал более 50 спектаклями и концертами..
В 2005 году участвовал в открытом прослушивании дирижеров в рамках программы Московской филармонии «Филармонический дебют».
Успешно выступив с Академическим симфоническим оркестром Московской филармонии, в 2006 году он был приглашен народным артистом СССР Юрием Симоновым на должность ассистента дирижера оркестра.
С этим коллективом Д. Кирпанёв работал до 2011 года. Также музыкант принимал участие в международном мастер-классе профессора Ю. И. Симонова в Будапеште (2007).
- В 2001—2007 гг. Денис Кирпанёв являлся главным дирижёром Калининградского областного музыкального театра[8] Он участвовал в создании театра. Первыми постановками были оперные спектакли Д.Бертмана, перенесённые на Калининградскую сцену из «Геликон-Оперы». Д. Кирпанёвым была создана труппа профессиональных исполнителей, успешно решающих постановочные задачи.
- 2010—2014 гг. — Художественный руководитель и главный дирижёр Симфонического оркестра Сургутской филармонии[9][10][11]

Под руководством Д.Кирпанёва коллектив успешно зарекомендовал себя в совместных выступлениях с Д.Хворостовским, А.Гиндиным, В.Овчинниковым, Е.Мечетиной, Н.Борисоглебским, Н.Ахназаряном, Д.Крамером, Г.Файном, А.Варгафтиком, оперной и балетной труппами Государственного Академического Большого театра России (Чайковский «Иоланта», «Спящая красавица»), солисткой Большого театра В.Гимадиевой, лауреатами Международного конкурса им. П. И. Чайковского Е.Румянцевым, А.Раммом, Ф.Амосовым; солистами Московской филармонии М.Мерингом, А.Тарасевич-Николаевым, М.Почекиным; солистами С.Стариковым, Р.Филиповым; концертмейстерами оркестра Мариинского театра (в проекте «Год Мариинского театра в Югре»), Межрегиональным благотворительным общественным фондом «Новые имена», Центром оперного пения Г.Вишневской (Чайковский «Евгений Онегин»), в художественно-просветительских программах «Новое Передвижничество» Общенационального фонда развития культуры и защиты интеллектуальной собственности (В.Задерацкий, Л.Соколова), с победителями Международного телевизионного конкурса юных музыкантов «Щелкунчик», музыкантами Терем-квартета. С симфоническим оркестром Сургутской филармонии Д.Кирпанёв участвовал в Международном фестивале «60 параллель» и концертах Международного фестиваля «Зелёный шум» (2013, 2014, 2015, 2016 г. Сургут).
- С 2014 года Д. Кирпанёв — дирижер Симфонического оркестра Радио «Орфей»[17] Российского Государственного музыкального телерадиоцентра (художественный руководитель С.Кондрашёв).
- С 2015 года Д.Кирпанёв сотрудничает с театром «Кремлёвский балет» под руководством А.Петрова. В концертном зале Государственного Кремлёвского Дворца под руководством Д.Кирпанёва проходят балетные спектакли в исполнении симфонического оркестра Радио «Орфей»[18]
- Концертную деятельность музыкант сочетает с педагогической. В 2003—2011 гг. он был старшим преподавателем на факультете музыкального театра Российской академии театрального искусства (ГИТИС), музыкальным руководителем творческих мастерских факультета (мастерские Р.Виктюка, Д.Бертмана).
- С 2015 года Д.Кирпанёв — руководитель Молодёжного симфонического оркестра Жуковской детской школы искусств № 1. Оркестр стал лауреатом Международного музыкального фестиваля «Еврооркестр» в г. Жуковском (2017). С этим уникальным коллективом, где вместе играют дети и их молодые педагоги, дирижёр записал на студии «Мосфильм» сочинённую им же кантату к 70-летию г. Жуковский «Созвездие Жуковского» (2017). В произведении, которое было исполнено Молодёжным симфоническим оркестром на городском стадионе «Метеор» вместе с большим сводным хором г. Жуковский (под руководством Е.Меденцевой), всего принимали участие более 300 юных исполнителей[19].

## Создание коллективов и участие в их создании
С 1994 г. Кирпанёв Денис Олегович был одним из первых исполнителей театра «Геликон-опера», где под руководством его художественного руководителя и главного режиссёра Д.А.Бертмана, им были пройдены все основные значимые этапы становления оперного коллектива - в качестве артиста, хормейстера, главного хормейстера, дирижёра и дирижёра постановщика. С 2001 по 2012 г. Кирпанёв Д.О. находился в составе постановочной группы театра «Геликон-опера», реализуя творческие задачи в его московских и заграничных премьерах спектаклей.
В 2001 г. Кирпанёв Денис Олегович стал первым главным дирижёром Калининградского областного музыкального театра, где непосредственно участвовал в создании нового творческого коллектива и его театральной труппы, осуществляя до 2007 г. премьеры оперных постановок в качестве музыкального руководителя.
В 2010 г. Кирпанёв Денис Олегович становится художественным руководителем и главным дирижёром симфонического оркестра Сургутской филармонии, находящегося на этапе своего творческого становления. За время руководства до 2014 г. коллектив был успешно преобразован и расширен до полного симфонического состава, укомплектован музыкальными инструментами. Оркестр расположился в новых помещениях творческой базы, где была создана оркестровая библиотека. Получив большой профессиональный опыт в выступлениях, а также сотрудничая с ведущими российскими сольными исполнителями, оркестр Сургутской филармонии стал участником крупных региональных проектов и Международных фестивалей.
В 2015 г. Кирпанёв Денис Олегович создаёт на базе Жуковской школы искусств №1 Молодёжный симфонический оркестр, став его художественным руководителем и дирижёром. Особенностью коллектива стала уникальная возможность совместного исполнения молодых музыкантов и их педагогов. Оркестр успешно зарекомендовал себя в крупных городских проектах, среди которых выступление на стадионе «Метеор» в концерте, посвящённому 70-летию г. Жуковский, записал на студии «Мосфильм» кантату Д.Кирпанёва «Созвездие Жуковского» и стал лауреатом Международного конкурса «Еврооркестр» в г. Жуковский.

## Творчество
- Д.Кирпанёв выступал с оркестрами:

Симфонический оркестр Радио «Орфей» РГМЦ
Московский музыкальный театр «Геликон-опера» под руководством Д.Бертмана
Академический симфонический оркестр Московской филармонии (в том числе совместно с А.Коробейниковым, С.Тарасовым, И.Почекиным)
Государственный Академический симфонический оркестр им. Е.Светланова
Большой симфонический оркестр имени П. И. Чайковского (совместно с Н.Борисоглебским, А.Варгафтиком)
Московский Государственный Академический симфонический оркестр под управлением П.Когана
Академический Большой концертный оркестр им. Ю.Силантьева
Симфонический оркестр Будапештской филармонии (Венгрия)
Симфонический оркестр г. Мишкольц (Польша)
Государственный симфонический оркестр под управлением В.Понькина
Симфонический оркестр России под управлением В.Дударовой
Академический симфонический оркестр Саратовской филармонии (в том числе совместно с К.Лифшицем, П.Осетинской, Е.Манистиной)
Академический симфонический оркестр Нижегородской филармонии
Симфонический оркестр Карельской Государственной филармонии
Калининградский областной симфонический оркестр
Калининградский областной музыкальный театр
Краснодарский музыкальный театр «Премьера»
Симфонический оркестр Сургутской филармонии
Камерный оркестр Калининградской филармонии
Камерный оркестр «Солисты Нижнего Новгорода»
- Дирижёр спектаклей «Геликон-Оперы»:

Чайковский «Евгений Онегин»
Чайковский «Мазепа»
Чайковский «Иоланта»
Чайковский «Пиковая дама»
Мусоргский «Борис Годунов» (редакция Шостаковича)
Прокофьев «Любовь к трем апельсинам»
Прокофьев «Упавший с неба» («Повесть о настоящем человеке»)
Шостакович «Леди Макбет Мценского уезда»
Верди «Аида»
Верди «Фальстаф»
Пуленк «Диалоги кармелиток»
Пуленк «Человеческий голос»
Яначек «Средство Макропулоса»
Джордано «Сибирь»
Штраус «Летучая мышь»
Римский-Корсаков «Кащей Бессмертный» (дирижёр спектакля «Геликон-Опера»; постановка, Краснодарский музыкальный театр «Премьера», 2002)
Верди «Травиата»
Моцарт «Мнимая садовница» (постановка, ГИТИС мастерская Д.Бертмана, 2005)
Гершвин «Гершвин — гала»
Дворжак «Русалка» (постановка, Геликон-Опера, 2005)
Римский-Корсаков «Царская невеста»
Моцарт «Свадьба Фигаро» (постановка, "Геликон-Опера, 2007)
Бизе «Кармен»
- Хормейстер спектаклей «Геликон-Оперы»:

Бороди «Князь Игорь»
Рахманинов «Алеко»
Римский-Корсаков «Золотой петушок»
Верди «Набукко»
Верди «Макбет»
Беллини «Норма»
Леонкавалло «Паяцы»
Оффенбах «Сказки Гофмана»
Россини «Севильский цирюльник»
Моцарт «Милосердие Тита»
Вагнер «Запрет на любовь»
Гретри «Пётр великий»
Риз «Распутин»
Тухманов «Царица»
- Дирижёр-постановщик спектаклей Калининградского областного музыкального театра:

Штраус «Летучая мышь» (2001)
Бизе «Кармен» (2002)
Верди «Травиата» (2003)
Лоу «Моя прекрасная леди» (дирижёр спектакля Д.Бертмана в театре «Et cetera» под руководством А.Калягина, 2003; постановка на сцене Калининградского музыкального театра, 2004)
Гершвин «Гершвин-гала» (2005)
Римский-Корсаков «Царская невеста» (2006)
- С участием известных российских артистов и Академического оркестра Московской филармонии на телеканале «Россия-Культура» в музыкально-литературном проекте «Сказка с оркестром» Д.Кирпанёв продирижировал концертами:

П.Любимцев «Конёк-Горбунок» («Россия-Культура», 2007)
С.Гармаш «Волшебное кольцо» («Россия-Культура», 2009)
М.Пореченков «Малыш и Карлсон» («Россия-Культура», 2009)
Е.Гусева «Аленький цветочек» («Россия-Культура», 2009)
Е.Добровольская «Синяя птица» («Россия-Культура», 2010)
Е.Князев «Гарри Поттер и философский камень» («Россия-Культура», 2011)
М.Аронова «Путешествие Нильса с Дикими гусями» («Россия-Культура», 2011)
- С коллективом Симфонического оркестра Радио «Орфей» дирижёр выступает с концертными программами в Большом зале консерватории («Лучшие вальсы из балетов, драмы и кинофильмов», «Шедевры мировой классики. Танец, вошедший в историю», «Зимний вальс», «Лучшие вальсы мира», «Весенний вальс»), в филармонических проектах в Концертном зале им. П. И. Чайковского и Филармонии-2 (абонементные циклы Ж.Дозорцевой, Н.Панасюк, в проекте «Сказки с оркестром»), большом Светлановском зале Международного дома музыки. Помимо академических концертных программ дирижёром были подготовлены музыкально-литературные композиции с известными российскими артистами, некоторые из которых впоследствии транслировались в выпусках программы «Концертный зал радио Орфей»[34][35]. В январе 2019 года Д. Кирпанёв стал музыкальным руководителем проекта «Зимний оркестр. Сыграем вместе!», объединившего на одной сцене слушателей и музыкантов радио «Орфей». Идея проекта заимствована у партнёров из Европы, где подобное мероприятие называется «Christmas orchestra». Чтобы оказаться в числе участников проекта, слушатели радио «Орфей» присылали свои музыкальные видео для конкурсного отбора. Специально для «Зимнего оркестра» композитор Ефрем Подгайц написал сочинение «Орфей-увертюра», мировая премьера которого состоялась на концерте[36].

Д.Дюжев «Евгений Онегин» (муз. Прокофьева)
«Щелкунчик»
«Снежная королева» (трансляция Радио «Орфей» 2017)
И.Лиепа и К.Хабенский (Театральные сказки Илзе Лиепа)
«О театре, чудесах и доброте»
«О балете, туфельках и мечте»
«О котах и машинах, любви и критике»
«Здравствуй, Андерсен!»
Е.Добровольская «Сказка о мёртвой царевне и о семи богатырях»
А.Олешко «Заколдованный мальчик» (трансляция Радио «Орфей», 2018)
«Петя и Волк» (трансляция Радио «Орфей» 2018)
Н.Гришаева «История любви Щелкунчика, рассказанная им самим»
И.Пегова «Дикие лебеди»
Д.Назаров «Остров сокровищ»
Д.Спиваковский «Почтарская сказка»
- С 2015 года Д.Кирпанёв сотрудничает с театром «Кремлёвский балет» под руководством А.Петрова. В концертном зале Государственного Кремлёвского Дворца под руководством Д.Кирпанёва проходят балетные спектакли в исполнении симфонического оркестра Радио «Орфей»:

Минкус «Дон Кихот»
Глинка «Руслан и Людмила»
Чайковский «Щелкунчик»
Чайковский «Снегурочка»
Вангелис «Красавица и Чудовище»
Моцарт-Россини «Фигаро»
Моцарт «Волшебная флейта»
К.Хачатурян «Чиполлино» (постановка ГКД, 2018)
С балетными постановками театра «Кремлёвский балет» Д.Кирпанёв участвует в «Международном фестивале балета в Кремле». В спектаклях под его управлением выступали известные балетные солисты: Виенгсэй Вальдес, Дани Эрнандес Акоста (Национальный балет Кубы, 2016), Адиарис Алмейда (Балет Римской оперы, Италия, 2017), Тарас Домитро (Театр балета Сан-Франциско, США, 2017), Мария Кочеткова (Национальный балет Норвегии, 2018), Даниил Симкин (Американский театр балета, США, 2018), Янелла Пиньера (Австралийский Квинслендский театр балета, 2019), Луис Валле (Опера де Ницц, Франция, 2019).
Д.Кирпанёв также участвует в балетных спектаклях проекта Летние «Кремлёвские сезоны».

## Фестивали и конкурсы
В феврале 2008 года Кирпанёв выступил в Большом зале консерватории в заключительном концерте Международного виолончельного фестиваля (с 2010 года «Международный фестиваль Мстислава Ростроповича») в котором с Академическим симфоническим оркестром Московской филармонии продирижировал сочинением Р.Щедрина «Слава, Слава» (посвящённому М.Ростроповичу). В этом же концерте принимал участие и дирижировал своей музыкой К.Пендерецкий, концерт транслировался телеканалом «Россия-Культура».
В 2015—2018 годах Кирпанёв проводил ежегодный конкурс молодых композиторов на Радио «Орфей», записывая в студии современную музыку с её последующей трансляцией в выпусках программы «Через Черни к звёздам».
В июне 2018 года Кирпанёв продирижировал в Большом зале Московской консерватории мировой премьерой симфонических сцен «Лисистрата» по Аристофану композитора Ю. М. Буцко. Концерт прошёл в рамках фестиваля посвящённому 80-летию со дня рождения Ю. М. Буцко и транслировался на Радио «Орфей», а также в эфире «Европейского радио».